# Урочище «Порода»
Уро́чище «Поро́да» — гідрологічний заказник місцевого значення в Україні. Розташований поблизу смт Володимирець Рівненської області, на землях запасу Володимирецької селищної ради. 
Площа 36 га. Статус присвоєно згідно з рішенням Рівненського облвиконкому № 343 від 22.11.1983 року. Перебуває у віданні: Володимирецька селищна рада. 
Статус присвоєно для збереження заболоченої ділянки верхів'я річки Бережанка як джерела поповнення води в річці.